# 남부붉은등밭쥐
남부붉은등밭쥐 또는 가퍼붉은등밭쥐(Myodes gapperi)는 비단털쥐과에 속하는 설치류이다. 캐나다와 미국 북부 지역에서 발견되는 가늘고 작은 밭쥐이다. 서부붉은등밭쥐(Myodes californius)의 근연종으로 분포 지역 남부와 서부에서 서식한다.

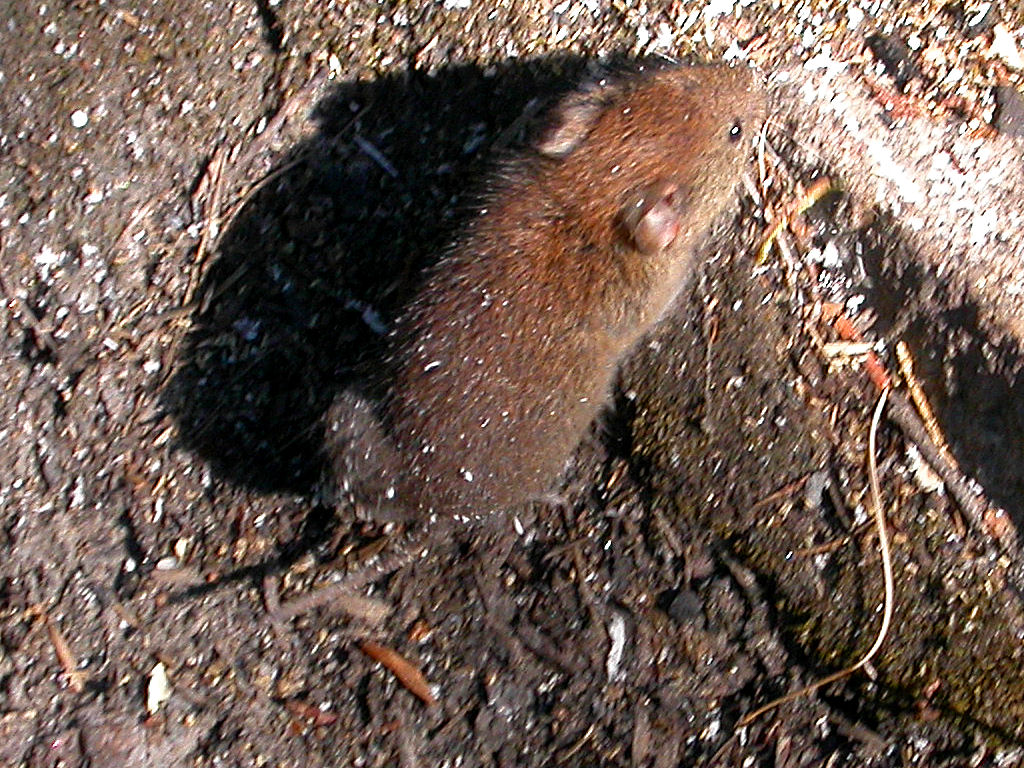
온타리오주 레이디 에벌린-스무스워터 주립공원

짧고 가늘며 긴 몸을 갖고 있으며 등을 따라 불그스레한 띠가 있고, 꼬리가 짧다. 옆구리와 머리는 회색이고 배 쪽은 연한 색을 띤다. 분포 지역의 북동부 지역 개체군은 회색을 띤다. 꼬리 길이는 12~16.5cm이고, 몸무게는 약 6~42g, 평균 몸무게는 20.6g이다.
침엽수림과 낙엽림, 혼합림, 그리고 습지 근처에서 발견된다. 날씨가 따뜻할 때는 땅 위 식물 사이의 통로를 사용하고, 겨울에는 눈 속 통로를 사용한다. 잡식성 동물로 녹색 식물과 땅 아래 버것류, 씨앗, 견과류, 뿌리를 먹고 곤충과 민달팽이, 장과 등도 먹는다. 나중에 사용하기 위해 뿌리와 구근, 견과류 등을 저장한다. 포식자는 매와 올빼미, 족제비 등이다. 암컷 밭쥐는 1년 동안 2~4번에 걸쳐 2~8마리의 새끼를 낳는다. 연중 활동적이고 주로 밤에 활동한다. 다른 작은 동물들이 만든 땅 아래 굴을 사용한다.